# Власов Петро Костянтинович
Петро́ Костянти́нович Вла́сов (нар. 12 листопада 1959, м. Харків, Українська РСР) — український психолог, консультант, доктор психологічних наук, обіймає посаду директора Інституту прикладної психології «Гуманітарний Центр», м. Харків. Дійсний член професійних психологічних асоціацій (IAAP, SIOP, EAWOP, BEEPG).

## Біографія
Народився 12 листопада 1959 року в місті Харкові.
У 1983 році закінчив Харківський політехнічний інститут за спеціальністю інженер-електрик. Відразу після закінчення викладав у Механіко-технологічному технікумі (м. Харків, Україна) курс «Інформатики і обчислювальної техніки». Одночасно з викладанням продовжив освіту претендентом з «Технічної кібернетики». У 1988 році був направлений на перепідготовку до Санкт-Петербурзького Державного Університету на факультет психології за фахом «Інженерна психологія», який закінчив в 1989 році на відмінно і отримав диплом про перепідготовку з присвоєнням відповідної кваліфікації. У 1989 був прикомандирований профільним міністерством України на стажування (дослідник), а згодом в 1990 році направлений до аспірантури Санкт-Петербурзького Університету (факультет психології) з актуальної на той час проблеми — надійність людського чинника енергосистем і, витримавши конкурс і склавши вступні іспити, був зарахований до очної аспірантури. Після закінчення аспірантури у 1993 році П. К. Власов захистив дисертацію на тему: «Структурно-алгоритмічне дослідження і моделювання операторської діяльності для підвищення кваліфікації оперативного персоналу АЕС». Науковий керівник — професор, доктор психологічних наук Г. В. Суходольский. У аспірантурі отримував стипендію уряду Фінляндії за дослідження у галузі підготовки операторів АЕС.
Кандидатська дисертація на тему «Структурно-алгоритмічне дослідження і моделювання операторської діяльності для підвищення кваліфікації оперативного персоналу АЕС» була захищена в 1994 році, спеціальність — 19.00.03 — психологія праці, інженерна психологія.

## Наукові досягнення
В результаті досліджень на блочному щиті управління (БЩУ) виявив індивідуальні стратегії зниження невизначеності операторів АЕС, які впливають на безпеку діяльності в невизначених ситуаціях. Також створив метод для дослідження аналогічної діяльності, де наслідки помилок екологічно, економічно і соціально важливі. На основі цих даних була створена і апробована програма навчання для учбово-тренувального центру АЕС  (1991 р., м. Десногорськ, Росія). Експериментальні результати були впроваджені в систему навчання діям в аварійних ситуаціях на Ігналінській АЕС (Литва).

## Досвід роботи
Відразу після закінчення викладав в Механіко-технологічному технікумі (Україна, м. Харків) курс «Електротехніки з основами електроніки», «Інформатики і обчислювальної техніки». У 1989 організував науково-дослідну, консультаційну організацію «Гуманітарний Центр» в м. Харків і згодом став його директором. З 1996 року став членом асоціації психологів Східної Європи та Великої Британії (BEEPG). На даний момент є членом профільних асоціацій: IAAP, EAWOP, SIOP. У 1998 р. «Гуманітарний Центр» став асоційованим членом «International Association of Applied Psychology».
У 1999 році організував спецфакультет «Організаційна психологія» з перепідготовки фахівців з вищою освітою і затвердив його програму в Міністерстві Освіти України. У 2000 році «Гуманітарний Центр» додав до своєї сфери діяльності видавничі проекти, співпрацюючи з європейськими університетськими видавництвами (Oxford, Cambridge, Sage, Гейдельбергский Університет, PWN). У 2004 році перетворив «Гуманітарний Центр» в Інститут Прикладної Психології і затвердив тему докторської дисертації в Інституті психології ім. Г. С. Костюка НАПН України. Упродовж усього цього часу проводить дослідження в галузі психології підприємництва, проектування структури діяльності організацій, дослідження задуму організації; поведінки споживачів і реклами. (На даний момент провів близько 80 дослідницьких проектів за цими напрямками).
У 2017 році захистив докторську дисертацію на тему «Психологія проектування організації на етапі задуму», спеціальність — 19.00.10 — організаційна психологія; економічна психологія. Захист пройшов в Національній академії педагогічних наук України, в Інституті психології ім. Г. С. Костюка. Зараз очолює Інститут Прикладної Психології (м. Харків). Окрім викладацької діяльності, очолює наукову лабораторію з організаційної психології (основні проблеми: проектування діяльності організацій, дослідження організаційної культури). Викладацька практика: курс «Організаційна психологія», «Управлінське консультування», «Методичний соціально-психологічний тренінг».
Сфера наукових інтересів: організаційна і економічна психологія; психологія підприємців і поведінка споживачів, реклами. Практична робота: Спеціалізується в розробці і впровадженні систем оцінки, підбору, підготовки і розвитку персоналу виробничих підприємств і комерційних структур.
Спеціалізується у галузі психологічного забезпечення просування продукту на ринок, в тому числі заходів зі стимулювання збуту на ринках: складної промислової техніки, автомобілів, автозапчастин, медичних препаратів і устаткування, продуктів харчування, меблів, одягу, канцелярських товарів, консультаційних і видавничих проектів та ін. Є консультантом з проектування організацій. Має велику консультативну практику з управлінського і особового консультування. Є ведучим соціально-психологічних тренінгових груп. Тематики: «Ефективна комунікація», «Ділові переговори», Тренінги професійного і особистісного зростання («Балінтовські групи»). Провів більш, ніж 150 тренінгових груп для виробничих підприємств і комерційних структур.
Має досвід в перекладі і науковому редагуванні спеціальної літератури.

## Спеціальні навички
Англійська — вільно, на рівні перекладу наукових текстів. Кваліфікацію перекладача наукових текстів отримав в Санкт-Петербурзькому Державному Університеті.
Польська мова — вільно, на рівні перекладу (професійні курси при консульстві Польщі у м. Харків).

## Основні праці
Автор більш ніж 100 наукових робіт, у тому числі 5 монографій.
1. Власов П. К. Психологія формування стратегії організації на етапі задуму. П — Спб.: Вид-во С.-Петербургского ун-та, 2001. — 268 с.
2. Власов П. К. Задум і організаційна реальність. Структура смислоутворення в організаціях / П. К. Власов, А. А. Кисельова. — Х.: Вид-во Гуманітарний центр, 2012. — 310 с.
3. П. К. Власов. Партнерське спілкування. Тренінг. Ігри і вправи. Методичні матеріали для ведучого / 2-е вид., випр., доп. — Х., Вид-во «Гуманітарний Центр», 2014. — 172 с.
4. Власов П. К. Психологія організацій: проектування на етапі задуму: [монографія] / П. К. Власов. — Харків: Гуманітарний центр, 2015. — 336 с.
5. Психологія в рекламі / під редакцією П. К. Власова, 3-е вид. (випр., доп.) — Х.: вид-во «Гуманітарний Центр», 2017. — 376 с.